# Баррези, Саша
Саша Баррези (англ. Sasha Barrese, род. 24 апреля 1981) — американская актриса.
Баррези родилась на острове Мауи, Гавайи, где работала её мать, модель и иногда актриса Кэтрин. Будучи ребёнком она дебютировала в фильме «Гомер и Эдди», а в 1990-х работала моделью с агентствами Next и Elite. В 1999 году она начала актёрскую карьеру с небольшой роли в фильме «Американский пирог», а затем начала появляться на телевидении в ситкомах «Парень познаёт мир» и «Журнал мод».
Баррези имела две регулярные роли на телевидении; в ситкоме Run of the House (2003-04) с Джоуи Лоуренсом, и драмеLAX (2004-05) с Хизер Локлир, после чего была гостем в «C.S.I.: Место преступления Майами», «Сверхъестественное» и «Воздействие». Наибольшей известности она добилась благодаря роли в фильме 2009 года «Мальчишник в Вегасе» и двух его сиквелах.

## Фильмография
- Гомер и Эдди (1989)
- Поцелуй Иезавель (1990)
- Американский пирог (1999)
- Восставший из ада 5: Инферно (2000)
- Выпадающие (2000)
- Блондинка в законе (2001)
- Звонок (2002)
- Сверхъестественное (2007) - демон Casey
- Мальчишник в Вегасе (2009)
- Впусти меня. Сага (2010)
- Мальчишник 2: Из Вегаса в Бангкок (2011)
- Мальчишник: Часть III (2013)